# Али-заде, Саид Ризо
Саид Ризо Али-заде (Саид Ризо Ализаде; 15 февраля 1887, Самарканд — 24 декабря 1945, Владимир) — узбекский журналист, писатель, педагог, общественный деятель. Был первым переводчиком произведений русских классиков на узбекский и таджикский языки.

## Биография
Родился в Самарканде. Мать была азербайджанкой, отец — иранцем, работал ткачом ковров. После окончания медресе продавал ковры вместе с отцом. Благодаря тому, что в городе располагался седьмой Симбирский кавалерийский полк, начал учить русский язык.
В тринадцать лет устроился учеником наборщика в единственную типографию города.
Самостоятельно изучил четырнадцать языков.
Принял революцию, вступил в ряды партии, однако спустя шесть лет покинул её, разочаровавшись в деятельности большевиков. Тем не менее в 1921 году был председателем Багишамальского райкома коммунистов. Это помогло ему издавать книги, периодику, учебники. Организовал благотворительное общество помощи больным холерой, эпидемия которой разразилась в стране.
В 1923 году получил звание «Герой просвещения».
В 1937 году был арестован как иностранный шпион. Пребывал в заключении в Челябинске, Омске, Тобольске. 16 сентября 1941 года был приговорён к пяти годам заключения, однако 4 февраля 1943 года срок был увеличен. После был помещён во Владимирский централ, где умер от туберкулёза 24 декабря 1945 года.

## Преподавательская деятельность
В возрасте восемнадцати лет открыл школу для декханских детей, где сам был преподавателем. Самостоятельно составил несколько учебников: по математике, геометрии, астрономии, географии, а также узбекский и таджикский буквари. Переводил на тюркский и фарси учебники с русского и французского. Кроме того, стал автором учебника грамматики «Сарфи араб», который раздавали детям бесплатно.
Организовал в Самарканде курсы для русскоговорящих, где изучались фарси и узбекский языки. В 1934 году был издан полный русско-таджикский словарь в двух томах, написанный в соавторстве с Айни, Исмаилзаде, Хашимовым и Юсуповым.
Преподавал языки в Узбекском педагогическом институте.

## Журналистская деятельность
В апреле 1919 года основал журнал «Пламя революции», издававшийся еженедельно на фарси и таджикском языках. Распространялся во многих странах, в том числе в Индии, Афганистане, Иране, Турции, Пакистане, а также на территории Средней Азии и Закавказья. Журнал был закрыт в декабре того же года.
В 1924 году стал ответственным секретарём газеты «Овози тожик». Кроме того работал в газетах «Шарк», «Хуррият», в журнале «Ойна» («Зеркало»).
В течение жизни перевёл на таджикский и узбекский языки «Капитанскую дочку», «Бориса Годунова», «Дубровского», «Евгения Онегина», «Воскресение», «Ревизора», «Поднятую целину», «Цемент», «Как закалялась сталь». Параллельно переводил на русский произведения Ибн Сины, Фирдоуси, Низами, Физули, Навои.
Написал несколько книг по истории России, Туркестана, Европы и ислама.

## Память
Его именем названы квартал, школа и улица в Самарканде.
В его доме в 1998 году был открыт музей, организатором которого является внук Саида Ризо Фархад Тагиевич.